# أبو الحسن بن شنبوذ
ابن شنبوذ هو محمد بن أحمد بن أيوب بن الصلت، ومنهم من يقول ابن الصلت بن أيوب بن شنبوذ البغدادي. شيخ الإقراء بالعراق مع ابن مجاهد. قرأ القرآن على قنبل وإسحاق الخزاعي وهارون بن موسى الأخفش وغيرهم. وقرأ عليه عدد كثير منهم أحمد بن نصر الشذائي ومحمد بن أحمد الشنبوذي وعلي بن الحسين الغضائري.
و قد ذكر كتاب تاريخ الخلفاء للسيوطي واقعة استتابته للقراءة بالشاذ في سنة 323 هجرية على بحضرة الوزير أبي علي بن مقلة في زمن الخليفة العباسي الراضي بالله.

## وفاته
توفي في صفر سنة ثمان وعشرين وثلاثمائة.

## الهوامش
1. ↑  مواقع العلوم في مواقع النجوم، للإمام البلقيني